# إيه تي أي باور بلي
باور بلي (بالإنجليزية: PowerPlay)‏ وهي مجموعة من التكنولوجيا تحت اسم واحد موجودة في العديد من وحدات العرض المرئي التابعة لشركة إيه تي أي ومن هذه الوحدات موبيليتي ريدون وإماجن. وإن هذه التكنلوجية مخصصة لتخفيض كمية استهلاك الطاقة الكهرائية لوحدات العرض المرئي, خصة في نطاق الحواسيب المحمولة.